# Liste der Monuments historiques in Dambenois
Die Liste der Monuments historiques in Dambenois führt die Monuments historiques in der französischen Gemeinde Dambenois auf.

## Liste der Objekte
| Bezeichnung                                                    | Beschreibung                                                  | Standort                          | Kennzeichnung | Schutzstatus | Datum | Bild |
| -------------------------------------------------------------- | ------------------------------------------------------------- | --------------------------------- | ------------- | ------------ | ----- | ---- |
| Oblatendose                                                    | Silber, gemarkt 1676                                          | in der lutherischen Kirche (Lage) | PM25000629    | Classé       | 1961  |      |
| Kelch                                                          | Zinn, 18. Jahrhundert                                         | in der lutherischen Kirche (Lage) | PM25000631    | Classé       | 1961  |      |
| Kelch                                                          | Silber, vergoldet, gemarkt 1625, Goldschmied Pierre Baguesson | in der lutherischen Kirche (Lage) | PM25000633    | Classé       | 1961  |      |
| Grabstein für Eberhardine Henriette Louise de Forstner-Sponeck | Sandstein, um 1745                                            | in der lutherischen Kirche (Lage) | PM25000628    | Classé       | 1910  |      |
| Patene                                                         | Zinn, 18. Jahrhundert                                         | in der lutherischen Kirche (Lage) | PM25000630    | Classé       | 1961  |      |
| Kelch und Patene                                               | Silber, vergoldet, bezeichnet 1625                            | in der lutherischen Kirche (Lage) | PM25000632    | Classé       | 1961  |      |
| Abendmahlskanne                                                | Zinn, 18. Jahrhundert                                         | in der lutherischen Kirche (Lage) | PM25000634    | Classé       | 1961  |      |